# 오오야 시즈카
오오야 시즈카(일본어: 大家 志津香、1991년 12월 28일 ~ )는 일본 여성 아이돌 그룹 전 AKB48 팀B의 멤버이다.